# 강윤석 (정치인)
강윤석(생년 미상 ~ )은 조선민주주의인민공화국의 정치인이다. 당 중앙위원회 후보위원 겸 법제위원회 위원이다.

## 경력
2016년 5월 제7차 당대회에서 당 중앙위원회 후보 위원으로 선출되었다. 최고인민회의 상임위원회 부장을 거쳐 2016년 6월 중앙재판소 소장 겸 최고인민회의 법제위원회 위원에 임명되었고, 2019년 최고인민회의 제14기 제1차회의 부문위원회 선거에서 법제위원회 위원으로 재선출되었다.